# L’Humanité (Film)
L’Humanité, auch Humanität, ist ein Arthouse-Filmdrama des französischen Autorenfilmers Bruno Dumont.

## Handlung
In einer französischen Kleinstadt unweit von Lille geschieht ein Sexualverbrechen – die elfjährige Nadège wird auf dem Schulweg vergewaltigt und ermordet. Die örtliche Polizei startet Ermittlungen. Einer der ermittelnden Polizeibeamten ist Pharaon De Winter, Enkel des bekannten gleichnamigen Malers. Er lebt mit seiner Mutter in einem Reihenhaus. Vor zwei Jahren hat er seine Frau und sein kleines Kind verloren. Seine sozialen Kontakte beschränken sich auf die Fabrikarbeiterin Domino und den Busfahrer Joseph, die ein Paar sind und auf derselben Straße wie Pharaon leben. Pharaon scheint an Domino interessiert zu sein, kommt jedoch nicht aus seiner passiven Rolle heraus. Mit dem Paar unternimmt er gelegentlich Ausflüge, zu dritt besuchen sie ein Fort am Meer und gehen essen.
Auch beruflich ist Pharaon zurückhaltend, sein Vorgesetzter sieht in ihm einen erfolglosen Ermittler. Die Untersuchung des Sexualmordes verläuft schleppend, die Ermittler erhalten Druck aus Lille und Paris. Mitschüler von Nadège und potenzielle Verdächtige werden befragt, eine Spur bleibt jedoch vage. Pharaon vollzieht den Schulweg der Kinder nach und lässt sich von Schulbusfahrer Joseph unweit des Tatorts absetzen. Der Anblick des Tatorts bringt ihn zur Verzweiflung und er rennt schreiend davon. Eine Befragung von Passagieren eines unweit des Tatorts entlangfahrenden Zuges bringt keine Ergebnisse. Die Ermittlungen werden erschwert, da die Fabrikarbeiter des Ortes einen Streik beschließen. Da Pharaon Streikenden, darunter Domino, vor dem Rathaus einen Platzverweis erteilt, wird das Verhältnis von Pharaon und Domino kurzzeitig gestört. Domino bietet sich Pharaon kurz darauf an, doch verlässt er sie wortlos. Sie entschuldigt sich für ihr Verhalten, Pharaons Mutter fordert sie auf, ihren Sohn in Ruhe zu lassen. Zärtlichkeit bringt Pharaon später den Blumen in seinem Kleingarten entgegen.
Der Streik ist nach kurzer Zeit beendet. Pharaon sucht den Täter vergeblich in einer psychiatrischen Einrichtung und verzweifelt beim Anblick der Patienten. Der Krankenpfleger der Einrichtung umarmt ihn. Wenig später wird der Fall von der Polizei von Lille übernommen. Kurz darauf kann der Täter festgenommen werden: Es handelt sich um Joseph, der im Kommissariat weint. Pharaon tröstet ihn und küsst ihn schließlich innig. Er pflückt Blumen in seinem Garten und begibt sich zu Domino, die ebenfalls weint und von Pharaon getröstet wird. In seinen Armen beruhigt sie sich. Kurz darauf wird Pharaon im Kommissariat in Handschellen gezeigt. Er lächelt.

## Produktion

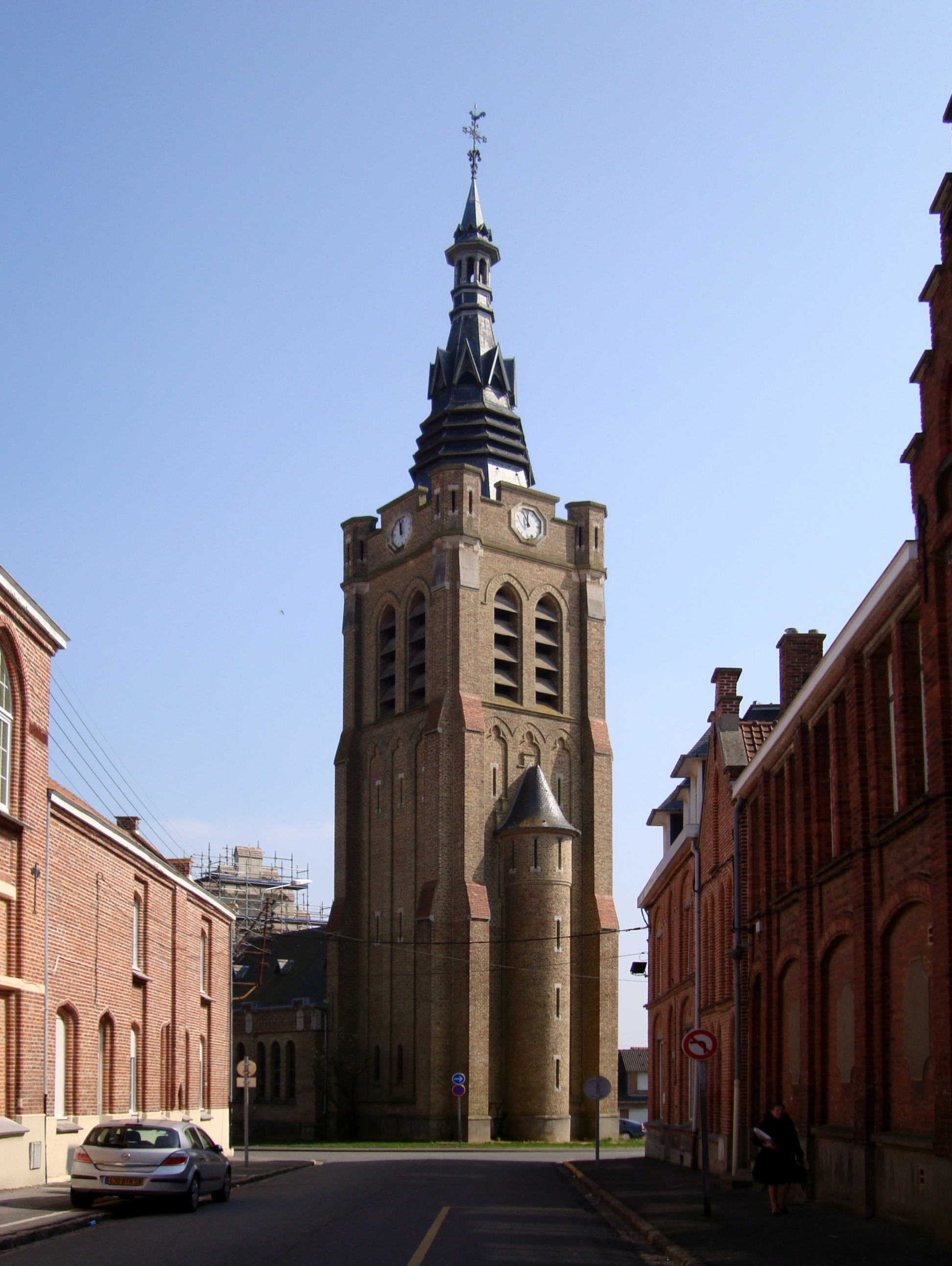
Rue de Saint-Amand mit Blick auf die Kirche Saint-Amand

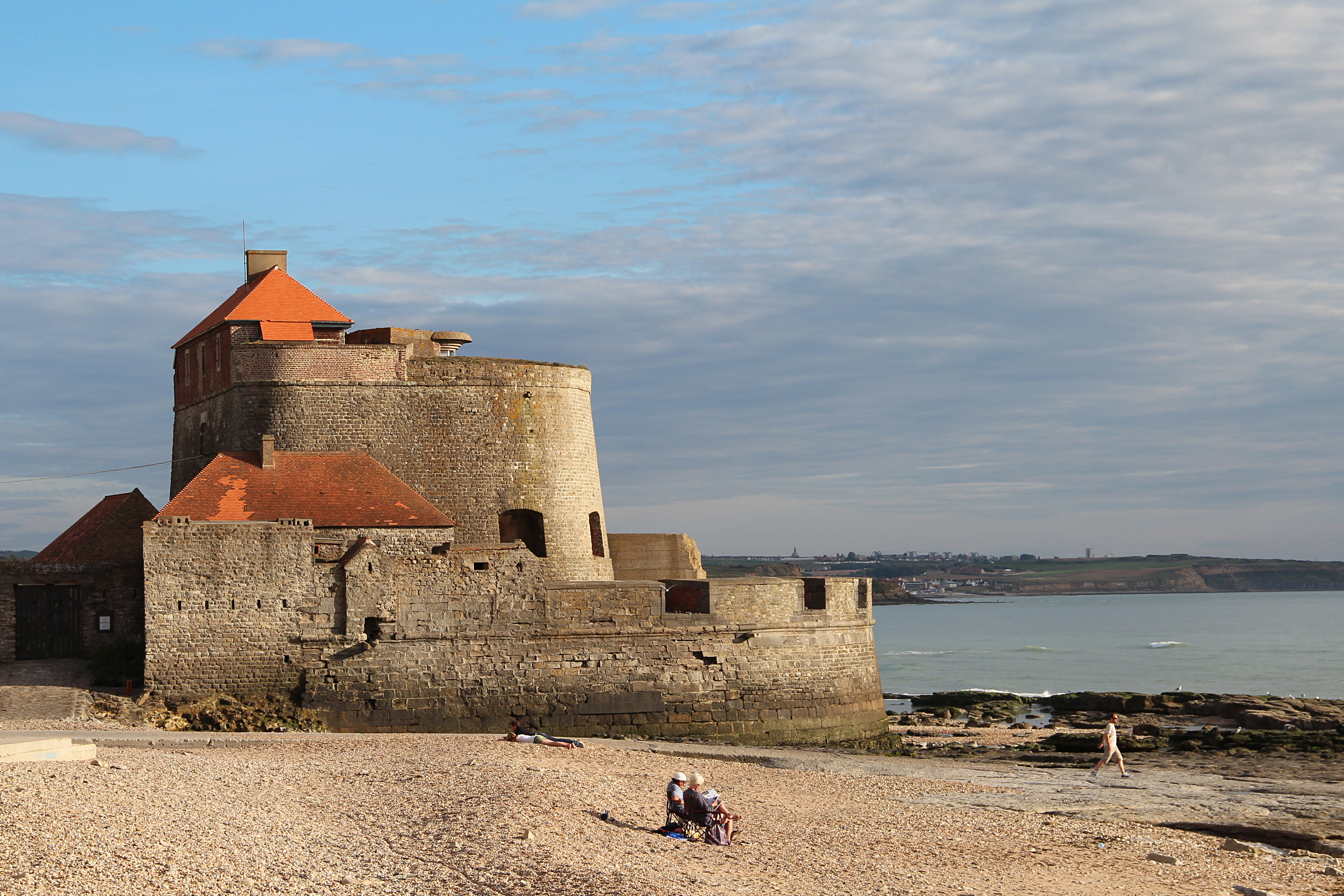
Fort Mahon in Ambleteuse, ein Drehort des Films

L’Humanité war nach Das Leben Jesu der zweite Film, bei dem Bruno Dumont Regie führte. Die Dreharbeiten fanden in Dumonts Geburtsort Bailleul statt. Die Häuser von Pharaon und Domino befinden sich auf der Rue de Saint-Amand unweit der Kirche Saint-Amand. Die Szenen am Meer und im Fort wurden in Ambleteuse bzw. im Fort Mahon gedreht. Die Kostüme schuf Nathalie Raoul, die Filmbauten stammen von Marc-Philippe Guerig. Der Maler Pharaon de Winter (1849–1924), im Film als Urgroßvater der Hauptfigur präsent, existierte tatsächlich und wurde in Bailleul geboren.
L’Humanité erlebte am 17. Mai 1999 auf den Internationalen Filmfestspielen von Cannes seine Premiere. Anfang Juli 1999 lief der Film auf dem Filmfest München und war ab 30. März 2000 in Deutschland im Kino zu sehen. Der WDR zeigte den Film am 10. Mai 2000 erstmals im deutschen Fernsehen, wobei er untertitelt lief.

## Stilistik
L’Humanité setzt konsequent auf eine strenge Stilistik: Der Film weist eine sehr niedrige Schnittfrequenz und damit überdurchschnittlich lange Szenen auf. Die Kamera bleibt dabei äußerst statisch – es gibt keine Kamerafahrten und nur wenige Schwenks, das Geschehen wird beinahe vollständig aus Halbtotalen und Totalen gefilmt. Da zudem kaum Musik eingesetzt wird, sondern lediglich die Geräuschkulisse zu hören ist, wirkt Humanität sehr naturalistisch.
Wie in den meisten Werken Dumonts setzt der Regisseur auf Laiendarsteller, die die Anweisung erhielten, kein Schauspiel zu betreiben, sondern einfach als sie selbst zu agieren. Insbesondere der Hauptdarsteller Emmanuel Schotté gibt daher mit seiner neutralen Mimik kaum etwas über die Emotionen des Pharaon De Winter preis. Da es gerade in Anbetracht der überdurchschnittlichen Laufzeit sehr wenige Dialoge gibt, erfährt der Zuschauer auch über diesen Weg kaum etwas über die Protagonisten.
Der realistischen inszenatorischen Gestaltung zum Trotz fügte Dumont zwei Stilbrüche ein – in einer Szene des Films, die De Winter in seinem Garten zeigt, schwebt dieser plötzlich einige Sekunden in der Luft. In der letzten Szene des Films sitzt nach einem Schnitt nicht mehr der festgenommene Mörder, sondern De Winter in Handschellen auf einem Stuhl im Polizeirevier.

## Kritiken
Die Filmzeitschrift Cinema bezeichnete L’Humanité als „unerträglichen Film“ und konstatierte, dass man „[n]ach zweieinhalb Stunden geballt pessimistischem und langatmigen Sozialdramulett […] deprimiert das Kino [verlässt]“. „Dumont insistiert derart auf die Grandiosität seiner Bilder, daß sie ins Lächerliche umkippen“, konstatierte die Saarbrücker Zeitung. Die Lausitzer Rundschau verriss den Film: „Seine spröde Kopfgeburt ‚L’Humanité‘ ist eine Zumutung in Cinemascope. Ein öder Film über das öde Liebesleben von drei öden Figuren. Das alles eingebettet in einen ebenso einfältigen Kriminalfall in der Provinz.“
Der Film komme „mit einem Minimum an Handlung und Dialogen aus, weil er ganz auf die Kraft der sorgfältig komponierten Bilder vertraut. Darin liegt seine solitäre Größe, aber auch seine Zumutung, die vom Betrachter Geduld und den Willen zur schöpferischen Interpretation verlangt“, urteilte der film-dienst. Die Welt konstatierte, dass Dumonts Film „eine ungeheure Provokation unserer eingeschliffenen Sehgewohnheiten“ sei. Er verharre in Einstellungen „mit einer Ausdauer, die seinen Film nahezu unerträglich macht (und Betrachter aus Verzweiflung zum Auszählen der Einstellungsdauer bewegt). […] Allerdings hat kaum jemals ein Film die Atmosphäre eines Ortes und einer Situation derart fühlbar gemacht – wie man jeden Muskel spürt, wenn man eine Stunde regungslos auf einem Korbstuhl gesessen hat.“

## Auszeichnungen
Bei den Internationalen Filmfestspielen von Cannes gewann L’Humanité 1999 den Großen Preis der Jury. Die Laiendarsteller Emmanuel Schotté und Séverine Caneele erhielten zudem die Darstellerpreise des Festivals, was zu Kontroversen führte. Weshalb sie „für ihre eindimensionale Darstellung den Schauspiel-Preis bekamen, bleibt das Geheimnis von Cronenberg und Co“, schrieb die Lausitzer Rundschau. Die Entscheidung der Jury sei „ein Affront gegen alle, die die Schauspielkunst lieben“, schrieb Die Zeit. L’Humanité lief zudem im Wettbewerb um die Goldene Palme. Yves Cape wurde 1999 für einen Europäischen Filmpreis für die Beste Kamera nominiert.